# Nunciatura Apostólica para Mianmar
A Nunciatura Apostólica em Mianmar é um ofício eclesiástico da Igreja Católica em Mianmar. É um posto diplomático da Santa Sé, cujo representante se chama Núncio Apostólico com a patente de embaixador. O núncio mora na Tailândia.
O Papa João Paulo II estabeleceu a Delegação da Santa Sé em Mianmar em 13 de setembro de 1990. Tornou-se nunciatura e o primeiro núncio foi nomeado em 12 de agosto de 2017.

## Lista de representantes papais em Mianmar
Delegados Apostólicos
- Alberto Tricarico (22 de dezembro de 1990[1] - 26 de julho de 1993)
- Luigi Bressan (26 de julho de 1993[3] - 25 de março de 1999) [4]
- Adriano Bernardini (24 de julho de 1999[5] - 26 de abril de 2003) [6]
- Salvatore Pennacchio (20 de setembro de 2003[7] - 8 de maio de 2010) [8]
- Giovanni d'Aniello (22 de setembro de 2010[9] - 10 de fevereiro de 2012) [10]
- Paul Tschang In-Nam (4 de agosto de 2012[11] - 12 de agosto de 2017) [2]

Núncios Apostólicos
- Paul Tschang In-Nam (12 de agosto de 2017[2] - presente)